# حصار مازاغان (1769)
حصار مازاكان عام 1769 هو آخر اشتباك بين المغرب والبرتغال في مازاغان (البريجة أو ما يعرف حاليا بالجديدة). انتصر الجيش المغربي بقيادة السلطان محمد بن عبد الله وسلم البرتغاليون آخر حامية لهم في المغرب، مما أنهى صراعا دام ثلاثمئة وخمسين عامًا .

## خلفية
بدأ الوجود البرتغالي في مازاكان عام 1514 عندما بنوا قلعة بالمدينة وتحصنوا بها.  في عام 1562، حاول السلطان السعدي أبو عبد الله محمد المتوكل تحرير مازاغان دون جدوى.  وكانت الحامية البرتغالية بالمدينة آنذاك مكونة من خمسمائة وتسعين رجلاً: 472 جندي مشاة و99 فارسًا و21 جنديًا مدفعيًا. 

## الحصار

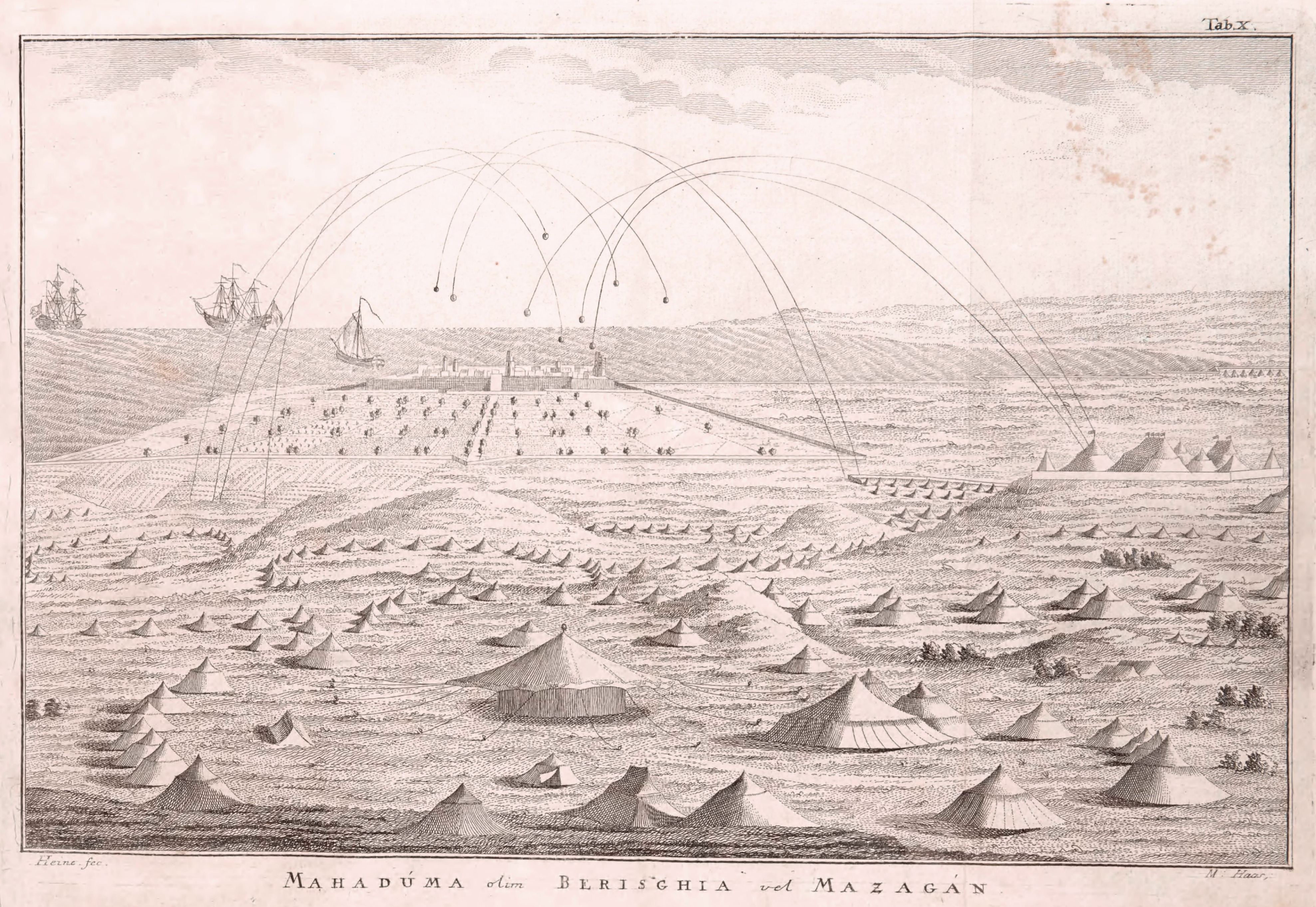
نقش لبيتر هاس يصور حصار مازاكان، متضمن في كتاب Efterretninger om Marokos og Fes لجورج هجيرسينج هوست، 1779

في أوائل عام 1769، قرر السلطان العلوي محمد بن عبد الله إنهاء الحكم البرتغالي في مازاكان،  وقام بتجهيز جيش كبير قوامه سبعين ألف رجل، وحاصر المدينة خلال شهر رمضان ، وأعد لذلك خمسا وثلاثين مدفعًا لقصفها بالقذائف الصاروخية. إذ أُطلقت ألفي طلقة على المدينة مما أدى إلى وقوع خسائر فادحة في صفوف البرتغاليين وتدمير تحصينات المدينة، ومع استمرار الحصار، أرسلت الحامية رسالة إلى الملك جوزيف الأول ملك البرتغال تطلب المساعدة، إلا أن الملك أمرهم بإخلاء الحصن وأخد ما يستطيعون حمله واصطحاب عائلاتهم إلا أن السكان رفضوا التخلي عن مستعمرتهم الأخيرة بحجة أن أسلافهم ضحوا بأنفسهم للحفاظ عليها في البداية.  حتى إن اشتد عليهم الحصار، امتثلوا للأمر وأرسلوا إلى السلطان محمد يطلبون وقف القتال ومنحهم ثلاثة أيام لإخلاء المدينة، فقبل محمد بشرط أن يتركوا كل شيء خلفهم. 
في 1 فبراير، أبحر سرب بقيادة قبطان البحر والحرب برناردو راميريس إسكويفيل ، من لشبونة لإجلاء سكان مازاكان. 
خلال الأيام الثلاثة،لم يحترم البرتغاليون الاتفاقية،
إذ أحرقوا الأثاث والفراش، وقتلوا الماشية، وكسروا الأواني والأدوات.  وقاموا بدفن البارود وتلغيم الحصون بحوالي 40 برميلًا من البارود في كل حصن.  إلى أن انتهت عملية الإجلاء يوم 11 مارس برخيل حاكم المدينة دينيس جريجوريو .  وبقي بالمدينة رجلاً يُدعى "بيدرو"؛ يروى أنه أشعل البارود عند دخول الجيش المغربي فقتل 5000 فرد في الانفجار.   ونتيجة لذلك ظلت المدينة غير مأهولة قرابة نصف قرن حتى أطلق عليها اسم " المهدومة ". 

## تداعيات
وصل سكان المدينة البرتغاليون إلى لشبونة في الفترة ما بين 21 و24 مارس، وتمت رعاية الأشخاص الذين تم إجلاؤهم على نفقة العائلة المالكة.  إلا أن اكثر من ثلاثمئة توفوا في المستشفيات.  ذهب الناجون لاحقًا إلى مستعمرة البرازيل ، حيث أسسوا مستوطنة جديدة في عام 1773 تسمى فيلا نوفا دي مازاغاو في المناطق الداخلية من منطقة أمابا في ولاية غراو بارا وريو نيغرو . 
أمر السلطان مولاي عبد الرحمن فيما بعد ببناء مسجد، وأعيد بناء الأجزاء المدمرة من المدينة البرتغالية السابقة في عهده في أوائل القرن التاسع عشر.  وفي عام 1820، أعيد تسمية المدينة تسمى بالجديدة  